# Santiago Chamorro
Santiago Chamorro y González-Tablas, tercer marqués de González-Tablas (Madrid, 3 de abril de 1949 - Moscú, 13 de julio de 2011) fue un diplomático español muy envuelto con la diplomacia hispana en territorios asociados con la antigua Unión Soviética.

## Vida
Nieto de Santiago González-Tablas, teniente coronel muerto en el protectorado español de Marruecos en 1922. Doctor en Ciencias Económicas y Empresariales y en Ciencias Políticas, y Técnico Comercial y Economista del Estado, ingresó en 1979 en la carrera diplomática. Estuvo destinado en las representaciones diplomáticas de España en Jamaica y luego en Berlín, en  la República Democrática Alemana, Representación Permanente ante la Oficina de las Naciones Unidas en Ginebra y República Popular China.   
Fue subdirector general de Relaciones Económicas Bilaterales con Europa, Consejero Técnico en la Dirección General de Relaciones Económicas Internacionales y asesor en los Gabinetes del Ministro de Asuntos Exteriores y del secretario de Estado de Asuntos Europeos.   
Desde abril de 2005 a 2008 fue embajador de España en la República de Kazajistán, después embajador en misión especial para Asia Central y finalmente ministro consejero en la embajada de España en Moscú. Murió en julio de 2011.

## Legado
En su carrera profesional destacó por sus amplios conocimientos en la región de Asia Central y su defensa de la importancia de las misiones diplomáticas españolas en la zona.